# Roland Brévannes
 (avril 2022).
Si vous disposez d'ouvrages ou d'articles de référence ou si vous connaissez des sites web de qualité traitant du thème abordé ici, merci de compléter l'article en donnant les références utiles à sa vérifiabilité et en les liant à la section « Notes et références ».
Paul Guérard dit Roland Brévannes, né le 20 juin 1872 à Ancy-le-Franc (Yonne) et mort le 11 juin 1968 dans le 15e arrondissement de Paris, est un écrivain, traducteur et éditeur français.

## Biographie
Paul Guérard est issu d'une famille bourguignonne d'inspecteurs des forêts. Il est le fils de Paul Guérard, alors garde général des forêts en résidence à Ancy-le-Franc et d'Antonine Élisabeth Augustine Morizot. Le 30 octobre 1897, il épouse dans le 6e arrondissement de Paris, Marie Jeanne Amélie Françoise Chapuy, fille d'officier. Demeuré veuf, âgé de 95 ans à son décès en 1968, il est domicilié 16 rue Paul Valéry, dans le 16e arrondissement de la capitale. Paul Guérard avait pour grand-oncle Benjamin Guérard, qui fut directeur de l'École des chartes de 1848 à 1854.

### Carrière
Auteur de romans historiques et contemporains sur la flagellation et le petticoating (travestissement féminin forcé d'un homme ou d'un garçon en vue de l'humiliation), Paul Guérard a commencé à écrire en 1902 sous le nom de plume de Docteur Brennus des textes sur la sexualité pour André Hal, et plus tard des histoires narratives pour Henri Pauwels et Offenstadt.
En 1906, comptant sur la renommée de ses romans précédents, il lance sa propre activité éditoriale sous le nom de Sélect-Bibliothèque où il publie sous le nom de Roland Brévannes, Don Brennus Aléra et Jean d'Agérur. Il publie également des livres présentés comme une traduction de livres anglais écrits par Celia Farley.
De plus, vers 1911, il publie des textes médicaux pour la Maison Guérin mais aussi, sous le nom de Don Brennus de Mellum, des textes de magie.

## Œuvres

### Auteur pour d'autres éditeurs
- Les Messes noires, Paris, Librairie des publications populaires, [1908], 1 vol., 800 p. : ill. ; in-8. Publié en 50 fascicule de 16 p. chacun, ornés de gravures, paraissant les mercredis et samedis et vendus 10 c.. - Prévu pour comprendre 3 parties : L'amant de la Démone ; Le sabbat ; Les messes sanglantes. Seule la première partie semble avoir été publiée.
- Jean Guérard, Une vengeance de la reine Ysabeau, poème dramatique en 4 parties, Nice, Imprimerie du Petit Niçois, 1899
- Les Ailes de la chimère, Nice, Impr. du progrès, 3, place Gambetta, éditions du Cri de Nice, 11, rue Alberti, 1924. In-8, 112 p.
- Vengée, drame en un acte, Nice, éditions du Cri de Nice, 1933. In-8°, 15 p.
- Almanach du déshabillé pour 1907, Paris : Librairie artistique, [1906], 45-[3] p. : photogr., couv. ill. ; 24 cm. Cinq photographies originales contrecollées et trente-six reproductions.
- Doctor Brennus, Amour et sécurité, Melle (Deux-Sèvres) : impr. de E. Goussard, 1893. In-12, 111 p.
- Doctor Brennus, Histoire du célèbre ouvrage Amour et sécurité par Doctor Brennus, poursuivi en cour d'assises à Paris le 29 août 1895. Paris : F. Montel, 1896, In-16, 52 p.

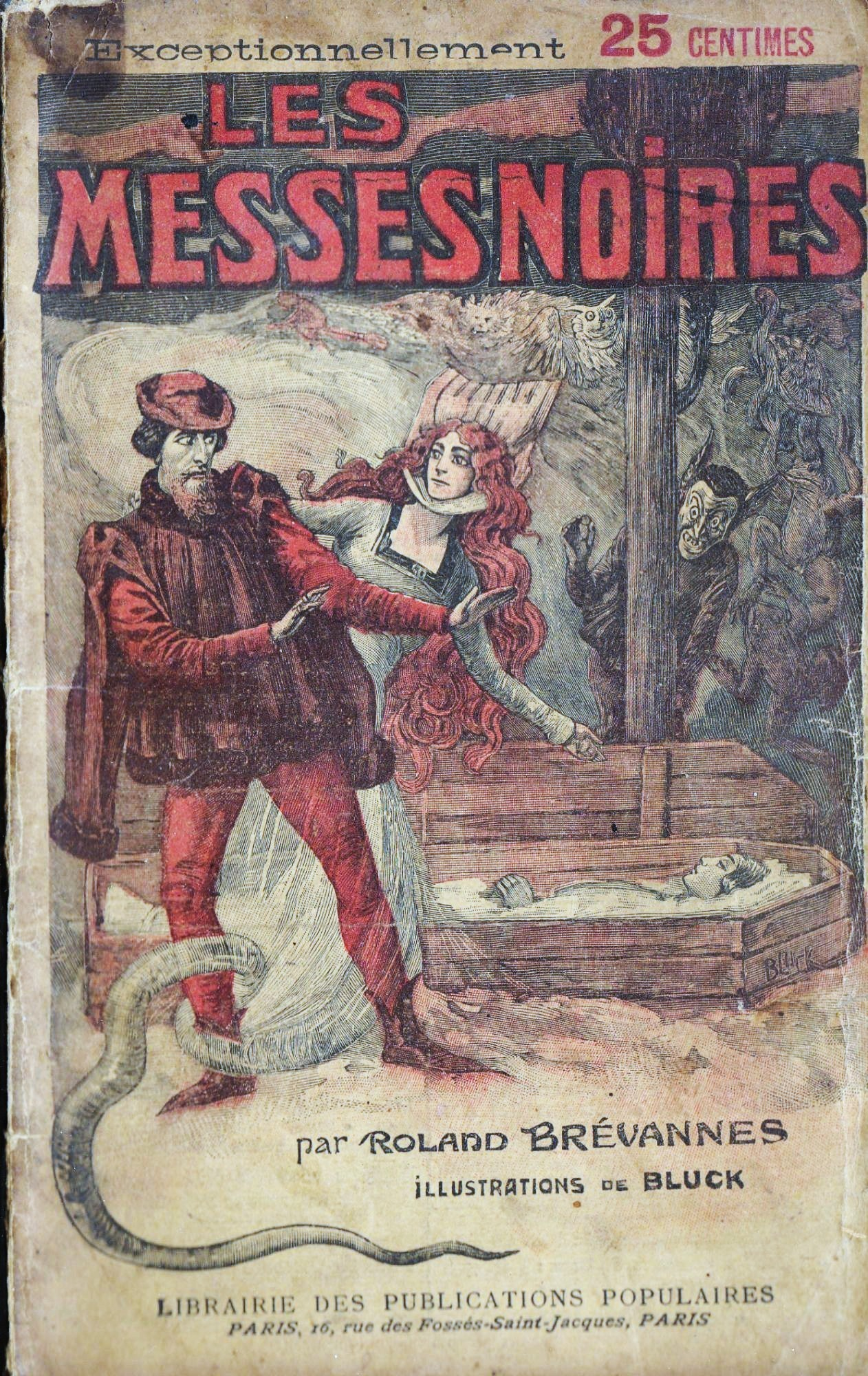
Les Messes noires.
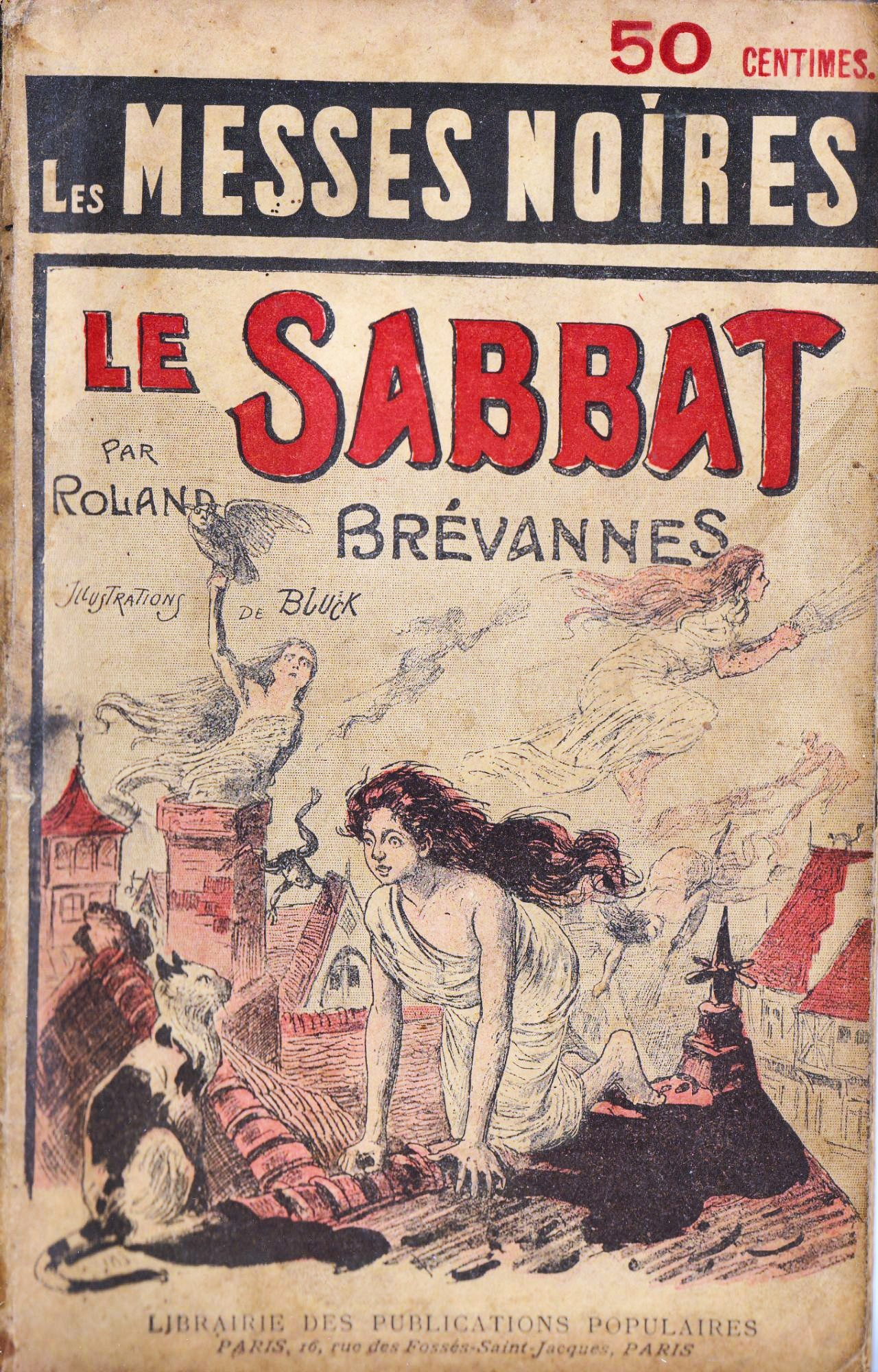
Les Messes noires. Le Sabbat.
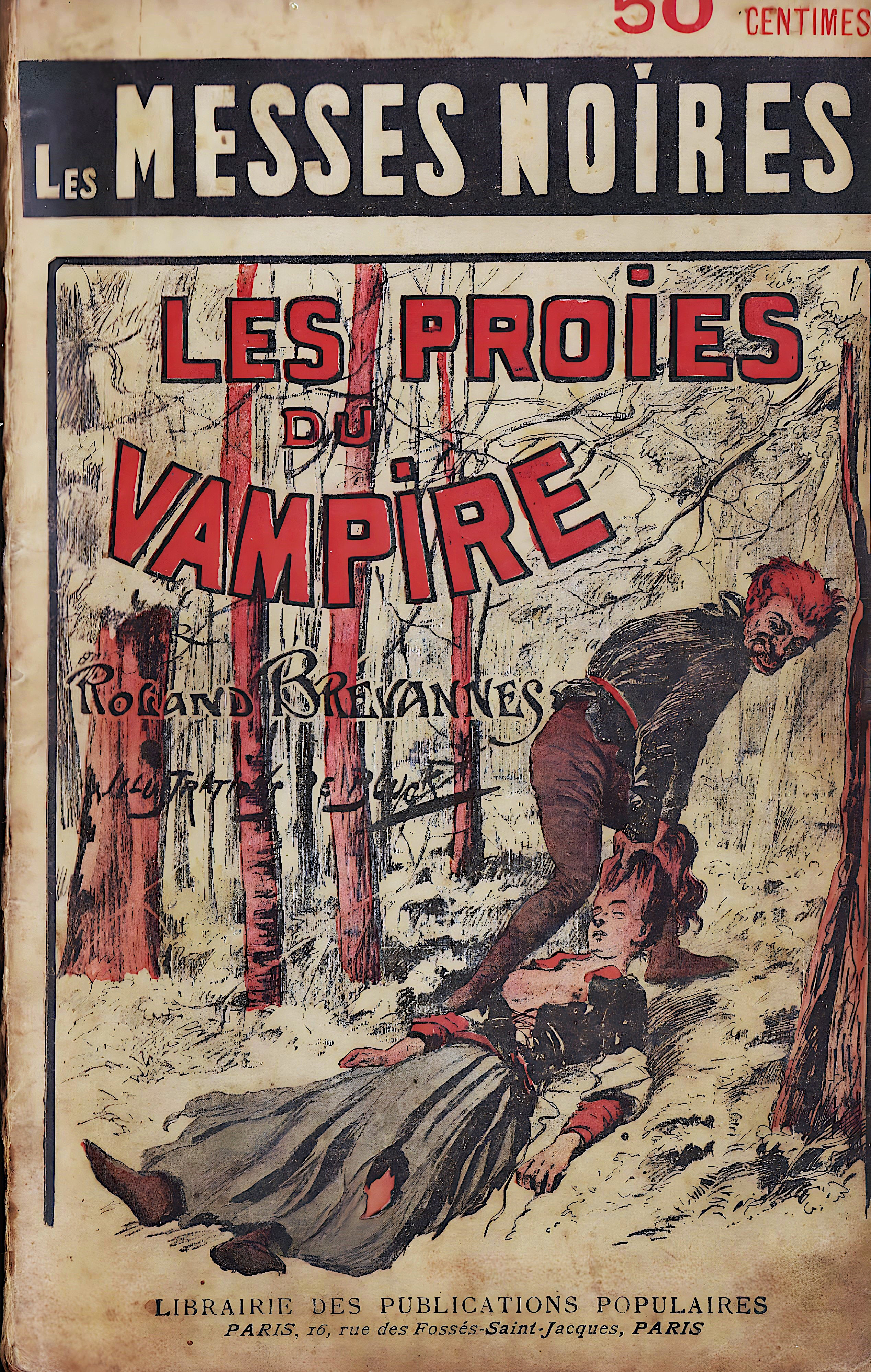
Les Messes noires. Les Proies du vampire.
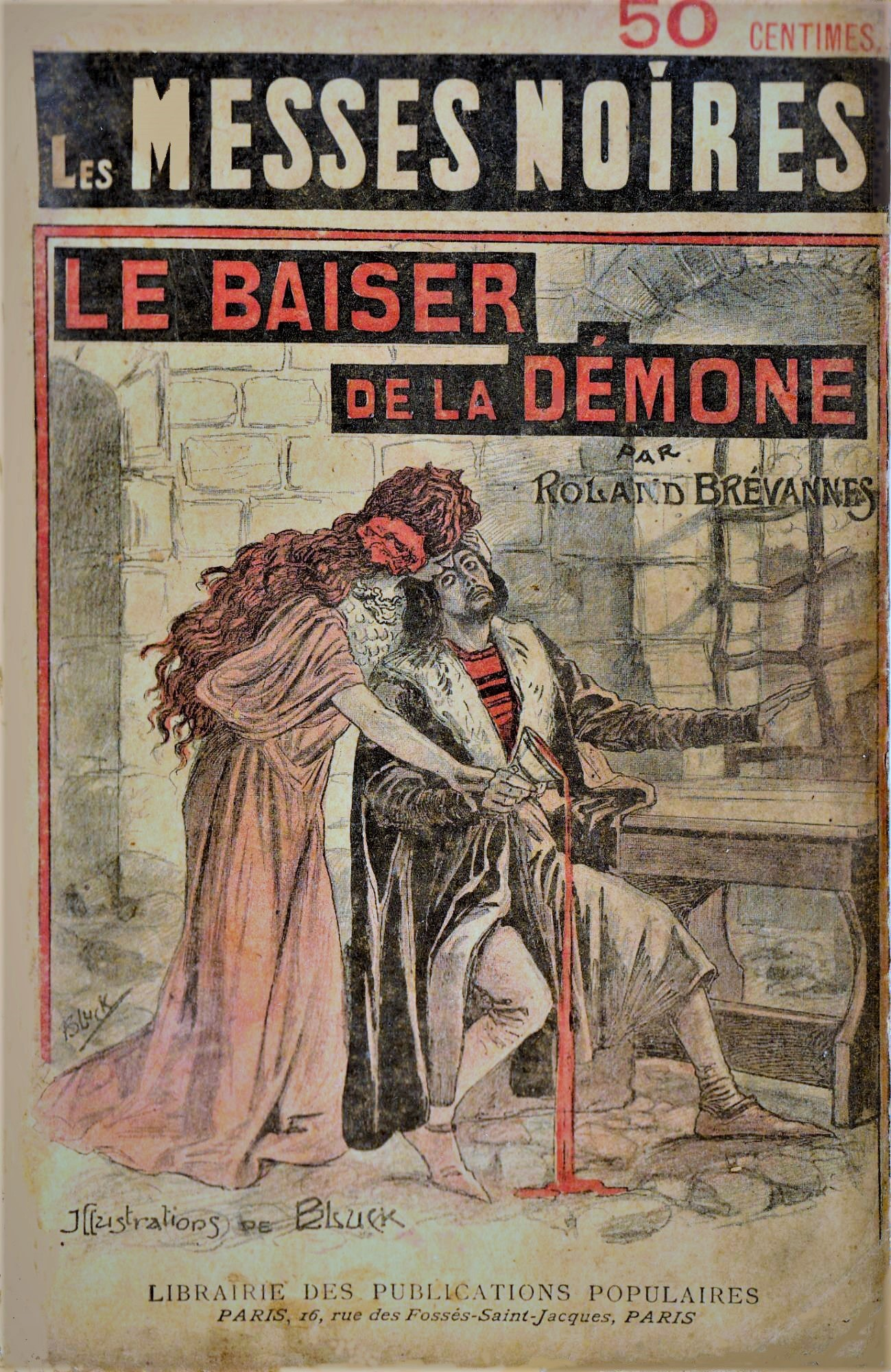
Les Messes noires. Le Baiser de la démone.
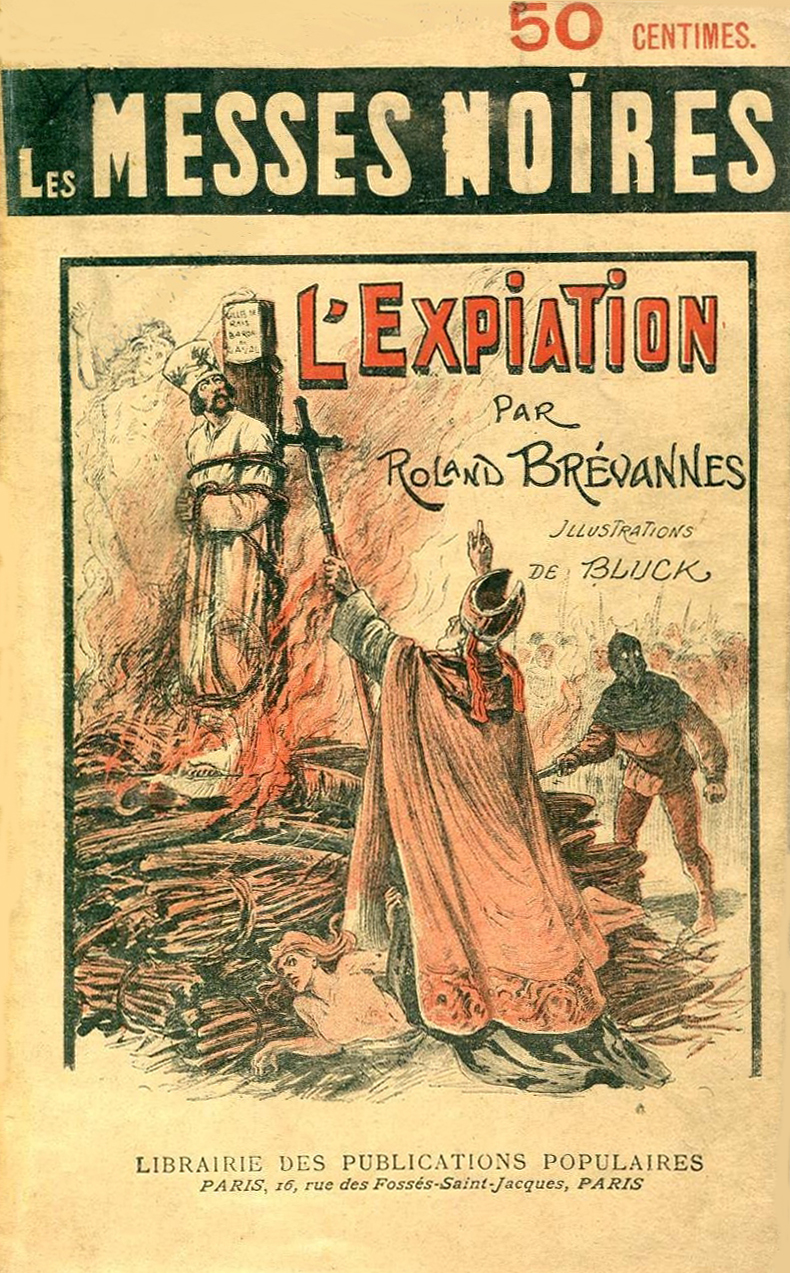
Les Messes noires. L'Expiation.

#### Publié par C. Chollet
- Doctor Brennus, Amour et sécurité, nouvelle édition augmentée de la Procréation volontaire des sexes et de la fécondation artificielle, Pari, 1895, In-12, 119 p.
- Doctor Brennus, Audace ! Témérité ! De l'avortement : à l'usage des médecins, pharmaciens, officiers de santé, sages-femmes, empiriques et gens du monde osé, pour qui la fin justifie les moyens, Paris, 1895. 1 vol, 84 p. ; in-12.

#### Publié par André Hal
- Pierrot[n 2], Une Séduction, 1902, 199 pp. Paris.
- Doctor Brennus, L'Art de Jouir, 1902, 181 pp. Paris.
- X[n 3], L'Initiaion, 1911, 132 pp, Paris
- Doctor Brennus, Amour et sécurité, Paris, 1906
- Doctor Brennus, L'Acte bref, traité de l'incontinence spasmodique, suivi d'une étude par le Dr Caufeynon sur l'érection fugitive, l'aspermatisme et les noueurs d'aiguillette, Paris, 1907, 1 vol., 107 p.

#### Publié par E. Bernard
- Les Messes noires, reconstitution dramatique en 3 parties et 4 tableaux, donnée au théâtre de la Bodinière, le 17 février 1904. Courbevoie, 1904, In-8° obl., 31 p., pl.
- Péchés capiteux, Paris, s. d., In-16, fig. Petite collection E. Bernard no 35.
- Étoiles de ciel de lit, Paris, s. d., In-16, Petite collection E. Bernard no 48.

#### Publié par Charles Offenstadt

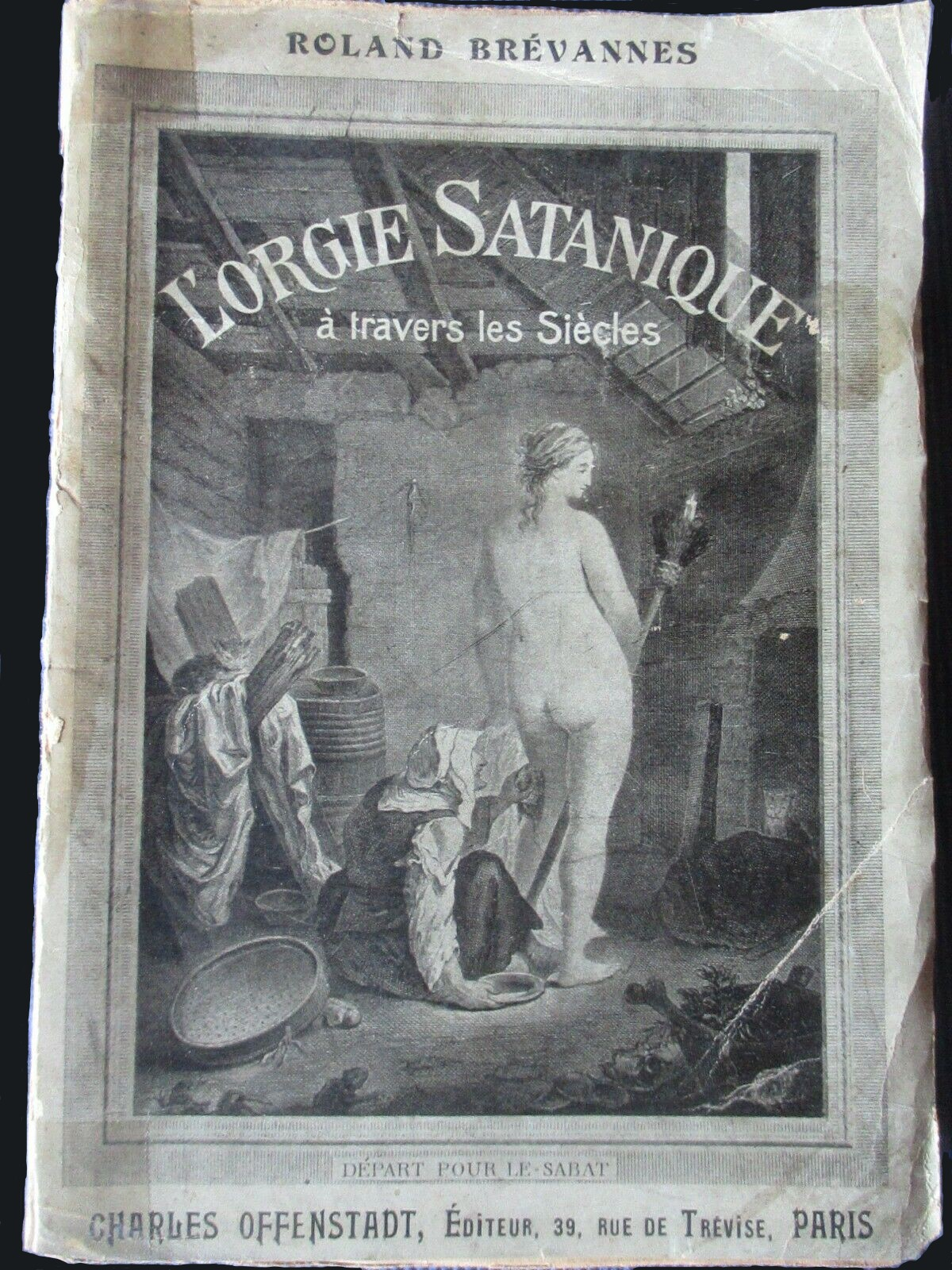
L'Orgie satanique à travers les siècles, 1904.

- Le bonheur sensuel, Paris, 1904, Vol. in -16., p. 282[n 4].
- L'Orgie satanique à travers les siècles, Paris, 1904, 270 p., in-12
- Les 36 positions de la femme au XXe siècle, album inédit, 1907, In-8 °, 150 p., Fig., 36 illustrations par L. Le Riverend.
- Bernard Valonnes, Pour l'Honneur, v. 1905, coll. « Mignonne », no 18
- Bernard Valonnes, Fille de brasserie, v. 1905, coll. « Collection des petits romans passionnels », no 50
- Bernard Valonnes, Les Deux perles, v. 1905, coll. « Collection des petits romans passionnels », no 60
- Jean d'Agérur, Le Supplice du canapé , v. 1905, coll. « Collection des petits romans passionnels », no 61

##### CollectionLes Voluptueuses
- no 14 - Amante cruelle, 68 p. : ill., couv. ill. ; in-18, 1903.
- no 16 - La pente fatale, 62 p. : ill., couv. ill. ; in-18, 1903.
- no 20 - Courtisane légitime, 68 p. : ill., couv. ill. ; in-18, 1903.
- no 22 - Amoureux caprices, 71 p. : ill., couv. ill. ; in-18, 1903.
- no 23 - Corruptrice, 71 p. : ill., couv. ill. ; in-18, 1903.
- no 24 - Le galant criminel, 70 p. : ill., couv. ill. ; in-18, 1903.
- no 27 - Charmeuse, 70 p. : ill., couv. ill. en coul. ; in-18, 1904.

#### Publié par Henri Pawels
- Don Brennus Aléra, La Flagellation passionnelle, Offenstadt, 1905.
- Don Brennus Aléra, Mémoires d'un Flagellant de Marque. Publiés d'après le journal intime du Baron de M***, Joinville-le-Pont Henri Pawels, 1906, 272 pp.

#### Publié par Société des journaux et publications illustrés

##### Collection des petits romans passionnels
- Bernard Valonnes, Julia, 1905. 67 p. : ill., couv. ill.
- Bernard Valonnes, Nina, 1905. 71 p. : ill., couv. ill.
- Bernard Valonnes, Entôleuses, 1905. 66 p. : ill., couv. ill.

##### Collection exquise
- no 12 - Bernard Valonnes, Déséquilibrée d'amour, 1905
- no 19 - Bernard Valonnes, Le Duel, 1905
- no 24 - Bernard Valonnes, Le Caprice de Liane, 68 p.; in-18, 1905
- no 27 - Jean d'Agérur, Indigne, 1905, 64 p.; in-18
- no 28 - Bernard Valonnes, Cambriolage, 1905, 62 p.; in-18
- no 29 - Bernard Valonnes, Fille de joie, 1905, 65 p.; in-16
- no 30 - Bernard Valonnes, Les deux Cousines, 1905, 61 p.; in-18
- no 32 - Bernard Valonnes, Coup manqué, 1905, 66 p.; in-18
- no 34 - Bernard Valonnes, Le Coq de Montmartre, 1905, 66 p.; in-18
- no 35 - Bernard Valonnes, La belle Flora, 1905, 68 p.; in-18
- no 36 - Bernard Valonnes, Une série noire, 1905, 66 p.; in-16
- no 37 - Cœur fermé, 66 p. in-18, 1905
- no 39 - Bernard Valonnes, Intrigues de fille, 1905, 70 p. in-16
- no 40 - Frivole, 57 p. in-18, 1905

#### Publié par Maison Guérin[8]
- Doctor Brennus, Traité d'utérothérapie, Paris, 1 vol., in-16[9]
- Don Brennus de Mellum, Traité pratique d'hypno-magnétisme, Paris, s.d., 1 vol., 200 p. : ill. ; in-8[10],[11]
- Don Brennus Aléra, Secrets ultimes, secrets d'alcôve et de beauté, Paris, Aux Galeries Laferrière, s.d., 1 vol., 358 p. ; 21 cm.
- Don Brennus de Mellum, Science et magie. La magie noire, les recettes infernales, les œuvres démoniaques et la science moderne. Applications. Rituels, grimoires, clavicules, Paris, 1908, 1 vol., 288 p. : ill., couv. ill. ; in-18
- Don Brennus de Mellum, Les marvelleuses prieres avec lesquelles on guérit toutes les maladies[12].
- Doctor Brennus, Los Maladies de la Peau[12]

### Select-Bibliothèque, romans français

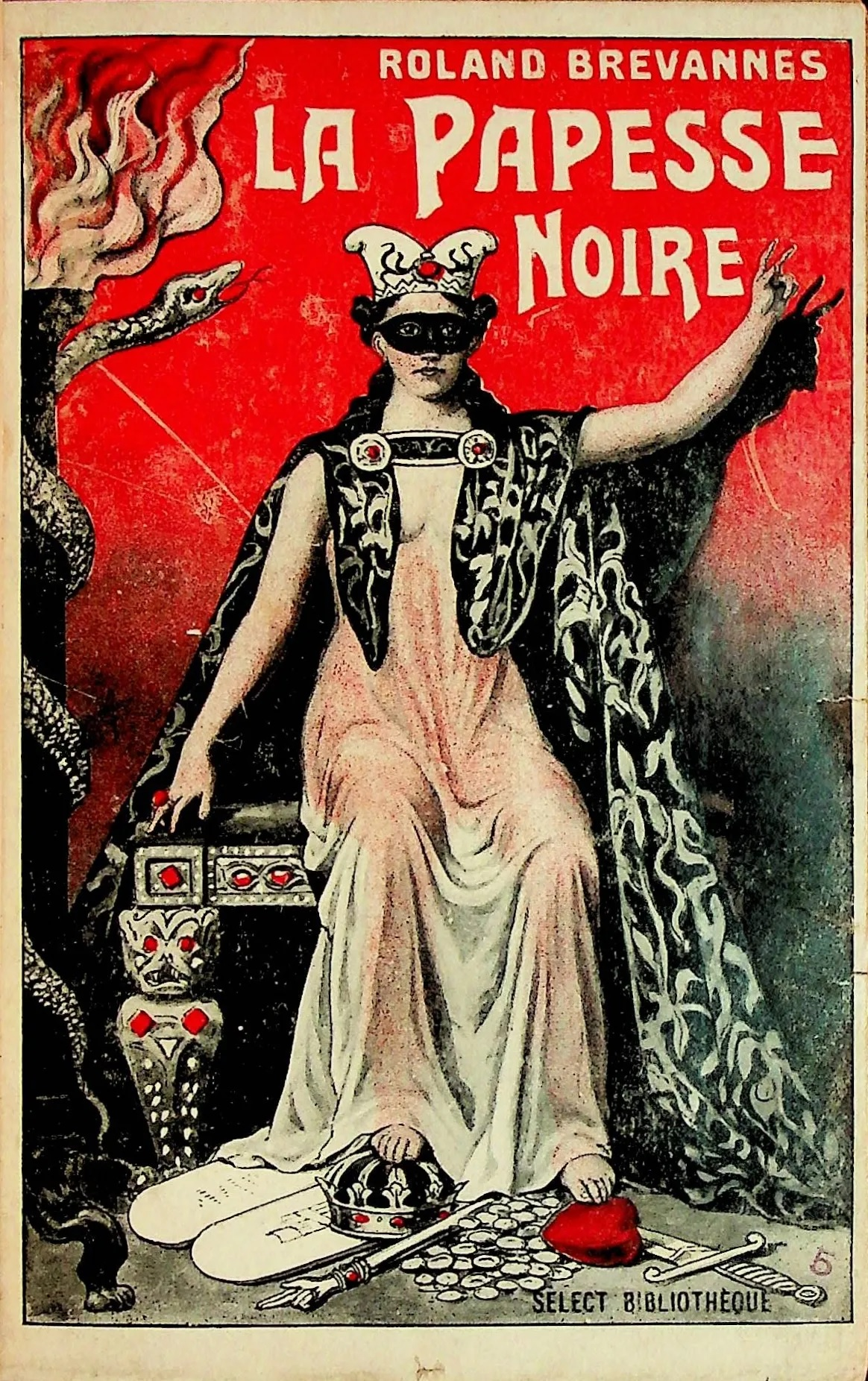
La Papesse noire, 1907.

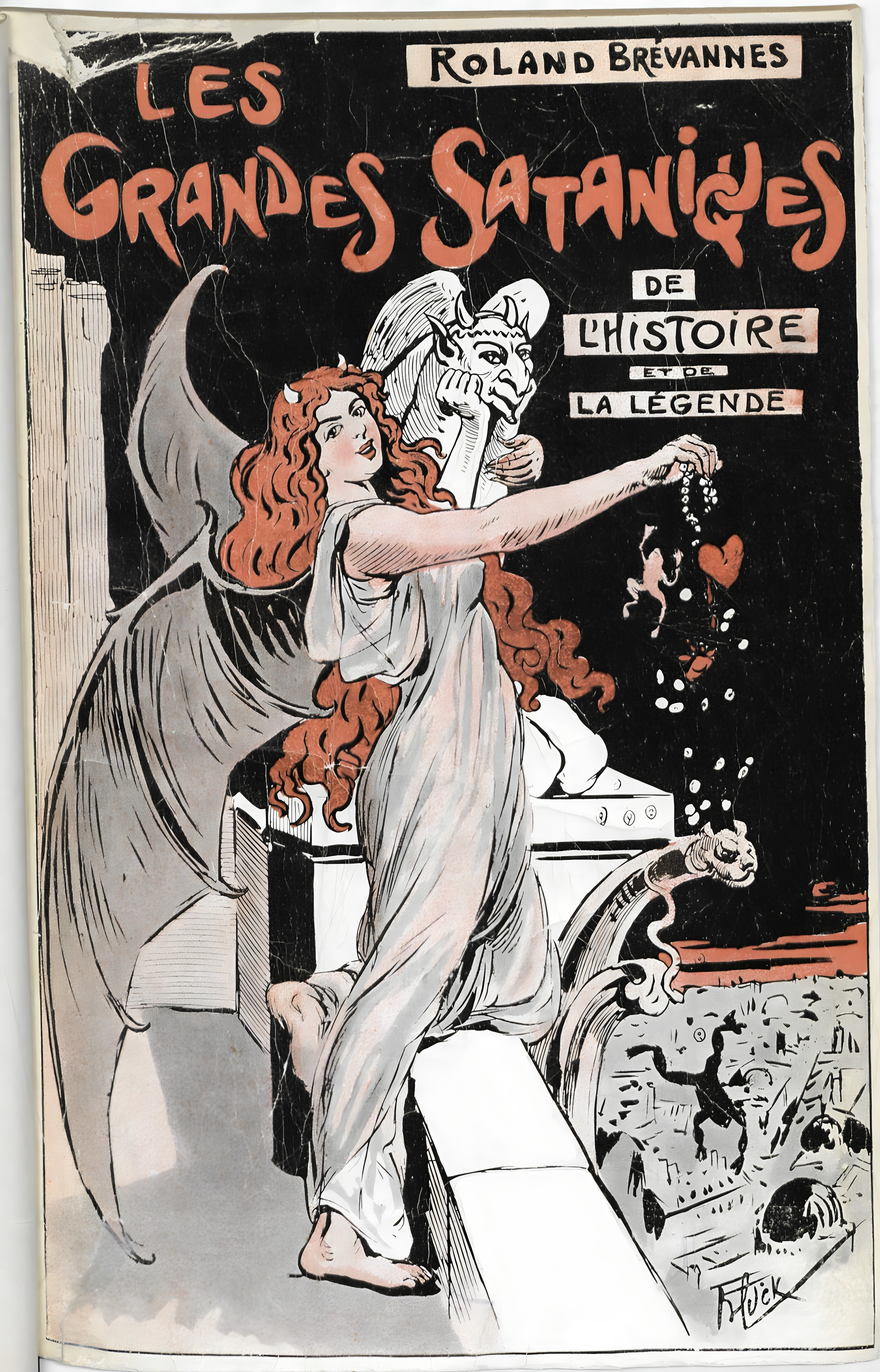
Les Grandes Sataniques de l'histoire et de la légende, 1907.

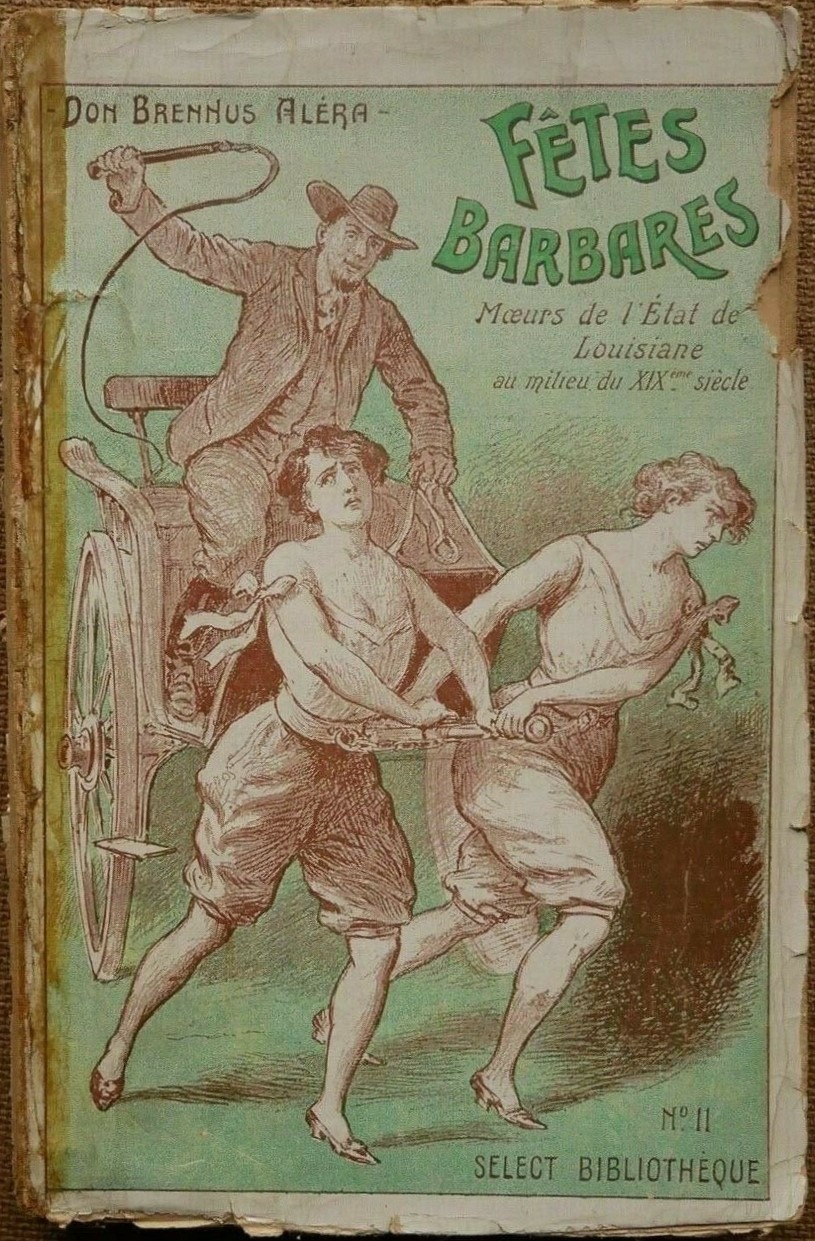
Fêtes barbares, mœurs de l'État de Louisiane au milieu du XIXe siècle, 1908.

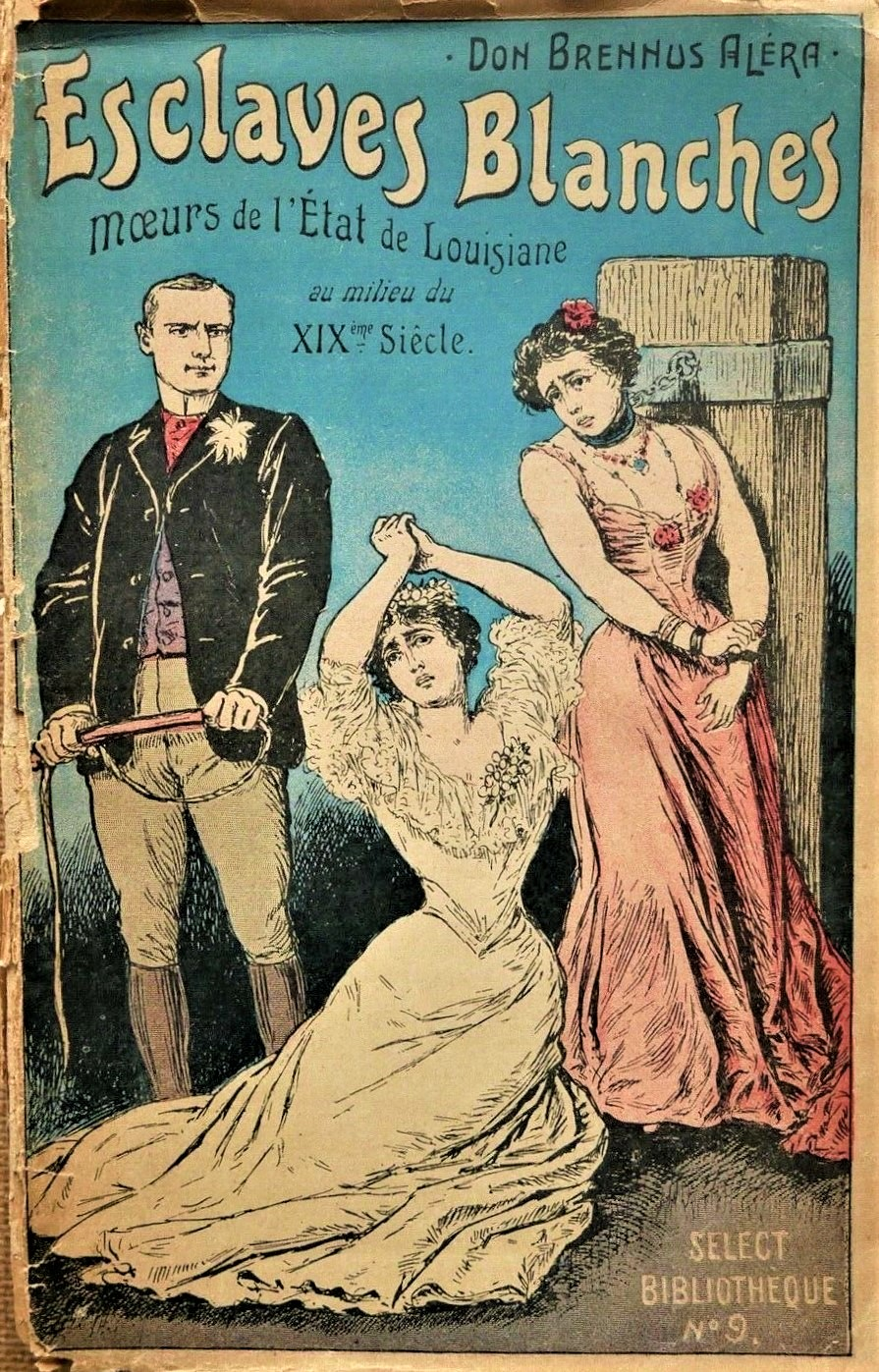
Esclaves blanches, mœurs de l'État de Louisiane au milieu du XIXe siècle, 1908.

- Bernard Valonnes, Pur faire-souter la banque[13]
- Bernard Valonnes, Le Trésor des joueurs. Pour se défendre à la roulette et au Trente et Quarante
- Don Brennus Aléra, Le Tour du monde d'un flagellant, d'après le journal intime du Baron de M***, 1906,. In-16, 242 p.
- Les Nuits rouges. Fleur vénéneuse, 1907, In-16, 245 p.
- Les  Grandes Sataniques de l'Histoire et de la Légende, 1907, In-16, 256 p.
- Don Brennus Aléras, Le Repaire souterrain, aventures de deux flagellants, d'après le journal intime du Baron de M***, flagellant de marque, 1907, In-18, 260 p.
- La Papesse noire, 1907, In-16, 252 p.
- Jean d'Agérur, Campagnes galantes. Les Trois pécheresses, 1907, In-8, 155 p.
- Don Brennus Aléra, Les Mille et Une Nuits d'un flagellant d'après le journal intime du Baron de M***, flagellant de marque, 1907, In-16, 268 p.
- Don Brennus Aléra, Cinquante ans de flagellation, d'après le journal intime du Baron de M***, flagellant de marque, 1908, In-16, 266 p.
- Don Brennus Aléra, Esclaves blanches, mœurs de l'État de Louisiane au milieu du XIXe siècle, 1908, In-18, 272 p.
- Les Messes noires.
- Don Brennus Aléra, Fêtes barbares, mœurs de l'État de Louisiane au milieu du XIXe siècle, 1908, In-16, 262 p.
- Don Brennus Aléras, Le Père Fouettard, fin du journal intime du Baron de M***, flagellant de marque, 1908, In-8, 262 p.
- Jean Guérard, Une vengeance de la reine Isabeau, poème dramatique en 4 parties
- Don Brennus Aléra, Sous le joug. Mœurs de l'état de Louisiane au milieu du XIXe siècle, 1908, 19 cm, 256 p.
- Don Brennus Aléra, Le Journal d’une flagellée, 1909, In-18, 258 p.
- Don Brennus Aléra, Souvenirs cuisants, 1909, In-18, 272 p.
- Bernard Valonnes, Prêtresses de Vénus, 1909, In-16.
- Don Brennus Aléra, Les Gants de l'idole, 1909, In-18, 272 p.
- Don Brennus Aléras, Ganem, esclave d'amour, 1909, In-16, 336 p.
- Don Brennus Aléras, En Louisiane, 1910, In-16, 272 p.
- Bernard Valonnes, Maisons closes, 1910, In-16.
- Jean d'Agérur et Don Brénnus Alera, Contes Paillards, 1910, In-8, 280 p.
- Don Brennus Aléra, Le Château du Fouet, 1910, In-16, 272 p.
- Don Brennus Aléra, L'Esclavage à l'Époque Contemporaine, 1910, In-18, 134 p.
- Don Brennus Aléras, L'Amant des Chaussures, 1910, In-16, 340 p.
- Don Brennus Aléra, Vendue et domptée, 1911, In-16, 252 p.
- Treize Contes Merveilleux, tome. 1[n 5], 1911, In-16, 256 p.
- Don Brennus Aléras, Les Grands Marchés d'esclaves du monde actuel, 1911, In-18, 133 p.
- Don Brennus Aléras, L'Indomptable, 1911, In-16, 272 p.
- Jean d'Agérur et Don Brénnus Alera, Contes polissons, 1911, In-16, 280 p.
- Don Brennus Aléra, Captive, 1911, In-18, 272 p.
- Don Brennus Aléras, La Chanoinesse, Marchande d’esclaves, 1911, In-16, 344 p.
- Don Brennus Aléra, Les Bottes rouges d'Imperia, 1911, In-16, 140 p.
- Jean d'Agérur, Campagnes galantes. Femmes légères, suivi de Battue et contente, par Don Brennus Aléra, 1911, In-16, 272 p.
- Don Brennus Aléra, L’Esclave gantée, 1912, In-18, 352 p.
- Don Brennus Aléra, d'après Sacher Masoch[n 6]. La Lionne en fourrure, 1912, In-16, 262 p.
- Bernard Valonnes, Souliers de satin et Entraves d'acier, 1912, In-16, 272 p.
- Don Brennus Aléra, Les asservies, tome 1, 1912, In-12, 146 p.
- Don Brennus Aléra, Âmes Sauvages, 1912, In-18, VIII-236 p.
- Don Brennus Aléra, Bellone, Batteuse de Femmes, 1913, In-16, 350 p.
- Bernard Valonnes, Le Règne de la cravache et de la bottine[n 7], 1913, In-16. 272 p.
- Don Brennus Aléra, Gants glacés et menottes d'or.
- Jean d'Agérur and Don Brénnus Alera, Contes Polissons, 1911, In-16, 280 p.
- Don Brennus Aléra, Les Asservies, tome 2 : L'esclave du fouet. Soumise, 1914, In-12, 133 p.
- Don Brennus Aléra, Myriem, favorite, 1914, In-16, 352 p.
- Don Brennus Aléra, Fred : Histoire véridique d’un garçon élevé en fille, 1913, In-16, 178 p.
- Bernard Valonnes, Les Esclaves-Montures, d'après un manuscrit russe inédit, du Comte de T..., 1920, In-16. 128 p.
- Les Nuits rouges. La Nudité de Lucy, 1920, In-16 208 p.
- Don Brennus Aléra, Les Asservies, tome 3, 1921, In-12, 128 p.
- Don Brennus Aléra, Frédérique. Histoire véridique d'un adolescent changé en fille[n 8], 1921, In-16, 212 p.
- Don Brennus Aléra, La Semeuse de caresses, 1922, In-16, 160 p.
- Don Brennus Aléra, Les Asservies, tome 4, 1922.
- Don Brennus Aléra, Frida. Histoire véridique d'un jeune homme devenu jeune fille, 1924, In-16, 218 p.
- Bernard Valonnes, Le club des montures humaines. Traduit du manuscrit russe du Comte de T***, 1924, In-16. 122 p.
- Don Brennus Aléra, Les Asservies, tome 5, 1925, In-12, 129 p.
- Don Brennus Aléra, Fridoline. Histoire véridique d’un jeune homme devenu actrice, 1926, In-16, 217 p.
- Don Brennus Aléra, La Reine Esclave, tome 1, 1927, In-16, 218 p.
- Don Brennus Aléra, Lina Frido. Histoire véridique d'un jeune homme devenu chanteuse nue, 1927.
- Don Brennus Aléra, Les Asservies, tome 6.
- Don Brennus Aléra, La Reine Esclave, tome 2, 1929, in-16, 216 p.
- Bernard Valonnes, Celia Farley. Miss Hauts-talons. Traduit du manuscrit anglais de Sir O. T**, 1929, In-16. 142 p.
- Don Brennus Aléra, Les Asservies, tome 7, 1929, In-12, 124 p.
- Bernard Valonnes, La Dressage de la Maid-Esclave, traduit de l'anglais, tome 1, 1930, in-16. Illustrations signées « Esbey »
- Bernard Valonnes, La Dressage de la Maid-Esclave, traduit de l'anglais, tome 2, 1930, in-16.
- Don Brennus Aléra, La Reine de Cuir Verni, tome I, 1931, 160 p.
- Don Brennus Aléra, La Reine de Cuir Verni, tome II, 1931, 176 p.
- Don Brennus Aléra, La Reine Esclave, tome 3, 1931, in-16, 212 p.
- Bernard Valonnes, Attelages humains [par] Skan adapté d'un manuscrit danois par [ou, plutôt, écrit par] Bernard Valonnes, 1931, In-18. 124 p.
- Don Brennus Aléra, La Reine Esclave, tome 4, 1932, in-16, 216 p.
- Bernard Valonnes, Âme d'esclave. Confidences d'une jeune femme, tome 1, 1932, In-16.
- Bernard Valonnes, Âme d'esclave. Confidences d'une jeune femme, tome 2, 1932, In-16.
- Don Brennus Aléra, Les Survivances de l'Esclave dans les 20 dernières années (1912-1932). Documentation réunie et commentée par Don Brennus Aléra, 1932, In-16, 128 p.
- Bernard Valonnes, Liens, Bandeau, Baillon d'après le roman  polonais de  J.S., tome I, 1933, In-16.
- Bernard Valonnes, Liens, Bandeau, Baillon d'après le roman polonais de J.S., tome II, 1933, In-16.
- Don Brennus Aléra, Les Maîtres redoutables[n 9], 1933, In-16, 160 p.
- Bernard Valonnes, Miss Boucles, tome 1, 1934, In-16.
- Bernard Valonnes, Miss Boucles, tome 2, 1934, In-16.
- Don Brennus Aléra, Les Esclaves du Cuir Verni, tome 1, 1934, In-18, 128 p.
- Don Brennus Aléra, Les Esclaves du Cuir Verni, tome 2, 1934, In-18, 128 p.
- Bernard Valonnes, Écuries humaines [par] Skan ; adapté d'un manuscrit danois, 1935, In-18. 123 p.
- Don Brennus Aléra, Les Asservies, tome 8, 1935.
- Don Brennus Aléra, La Reine Esclave, tome 5, 1935.
- Don Brennus Aléra, Tu deviendras fille...! Histoire vraie, 1935.
- Bernard Valonnes, Dompté, 1935, In-16, 107 p.
- Don Brennus Aléra, L'Amoureux des Chevelures, tome 1[n 10], 1936, In-18, 138 p.
- Don Brennus Aléra, L'Amoureux des Chevelures, tome 2, 1936, In-18.
- Don Brennus Aléra, Dominatrices capturées, tome 3 de L'Amoureux des Chevelures, 1936, 140 p.
- Bernard Valonnes, Dressé, 1937, In-16, 106 p.
- Bernard Valonnes, Subjugué, 1937, In-16.
- Don Brennus Aléra, Tailles de guêpes, tome 1, 1937, In-16.
- Don Brennus Aléra, Tailles de guêpes, tome 2, 1937, In-16.
- Don Brennus Aléra, La Reine Esclave, tome 6, 1937, In-16.
- Bernard Valonnes, Le page efféminé, traduit du manuscrit anglais Miss Sissy (de C.F. auteur de Miss Hauts-Talons et de Miss Boucles) [par] Bernard Valonnes, tome 1, 1938, In-16.
- Bernard Valonnes, Le page efféminé, tome 2, 1938, In-16.
- Bernard Valonnes, Le page efféminé, tome 3, 1938, In-16.
- Bernard Valonnes, Maîtres et montures, d'après un manuscrit russe inédit du Comte de T***, 1938, In-16, 123 p.
- Bernard Valonnes, Aventures d'esclaves, 1939, In-16, 105 p.
- Bernard Valonnes, Les Dompteuses, 1939, 122 p.
- Don Brennus Aléra, Poignant remembrances.

### Select-Bibliothèque, traductions en anglais
- no 4 - Don Brennus Aléra, The underground haunt : adventures from the private diary of Baron de M****** a flagellart of note
- no 9 - Don Brennus Aléra, White women slaves, 1910, 169 p.
- no 11 - Don Brennus Aléra, Barbaric Fêtes, slavish customs in the middle of the nineteenth century, 1910, In-16, 272 pp.
- no 14 - Don Brennus Aléra, Under the yoke : customs in the state of Louisiana in the middle of the 19th century, 1921, 171 pp.
- no 15 - Don Brennus Aléra, The Diary of a flagellee [sic], 1925.
- no 20 - Don Brennus Aléra, In Louisiana. Slavish customs in the middle of the XIXth century, 1921.
- no 23 - Don Brennus Aléra, The Castle of the Whip
- no 37 - Sir O. T***, esq., In Satin Slippers and Fetters of Steel, 1924 ?, 140 p.

### Select-Bibliothèque séries

#### Le journal intime du Baron de M***, flagellant de marque
- Mémoires d'un Flagellant de Marque, Henri Pawels.
- no 1 - Le Tour du monde d’un flagellant.
- no 4 - Le Repaire souterrain.
- no 7 - Les Mille et Une Nuits d’un flagellant.
- no 8 - Cinquante Ans de flagellation.
- no 12 - Le Père Fouettard.

#### Les Nuits rouges
- no 2 - Fleur vénéneuse.
- no 48 - La Nudité de Lucy.

#### Mœurs de l'État de Louisiane
- no 9 - Esclaves blanches.
- no 11 - Fêtes barbares.
- no 14 - Sous le joug.
- no 20 - En Louisiane.

#### Le Journal d’une flagellée

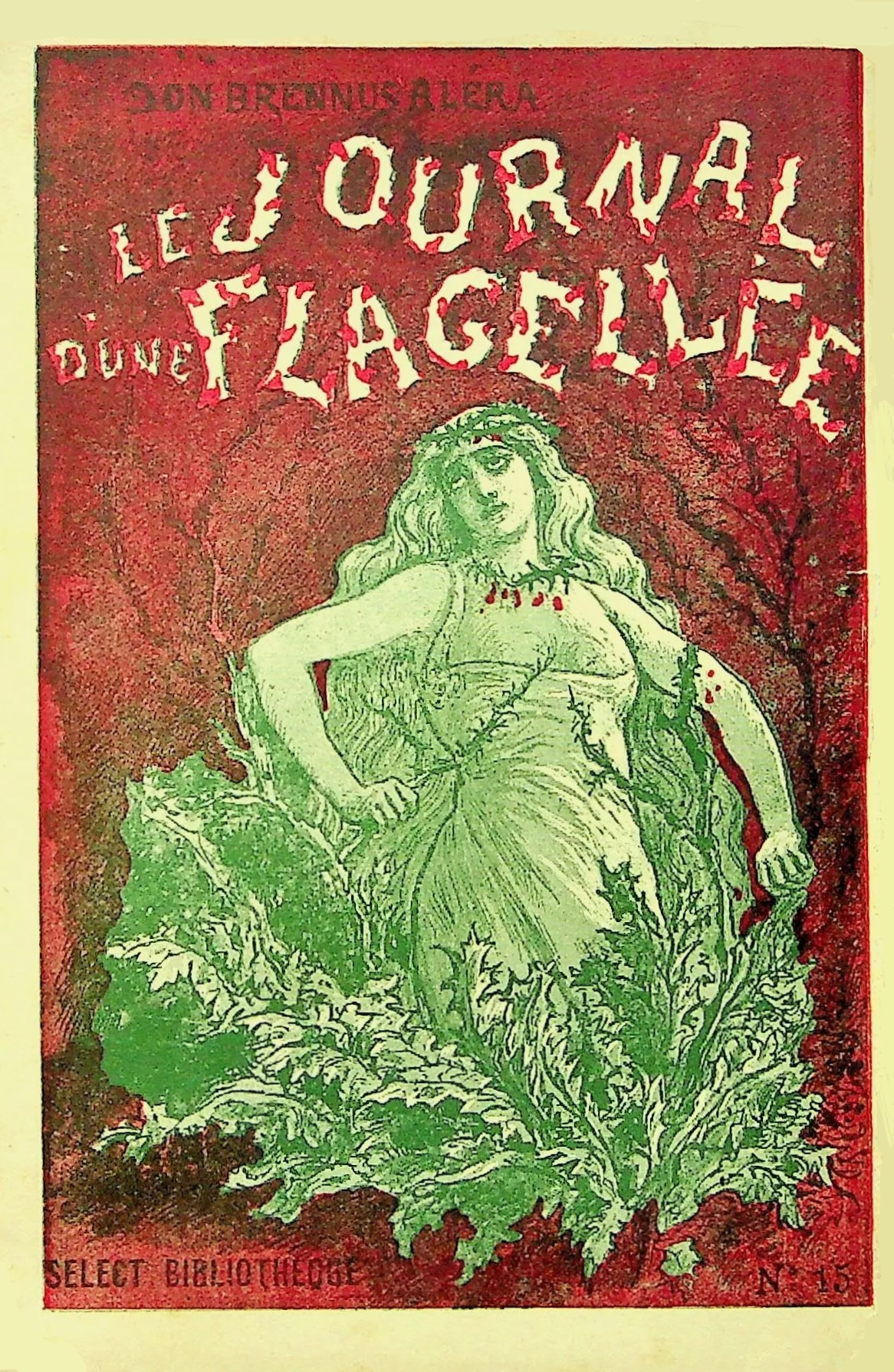
Le Journal d'une flagellée.

- no 15 - Le Journal d'une flagellée, 1909.
- no 16 - Souvenirs cuisants.

#### L'Esclavage au Maroc de nos jours
- no 26 - Vendue et domptée.
- no 29 - L’Indomptable.
- no 31 - Captive.

#### Les asservies[n 11]
- no 38 - Tome 1 :  Le Colis Humain. Achetées par acte notaire.
- no 44 - Tome 2 : L'esclave du fouet. Soumise.
- no 49 - Tome 3 : Parente pauvre. L'échange.
- no 52 - Tome 4 : L'esclave des gifles. Le pouvoir des liens.
- no 55 - Tome 5 : Le jeune tyran. Le tatouage.
- no 59 - Tome 6 : L'esclave du cuir verni. Chienne de sa femme de chambre..
- no 62 - Tome 7 : L'épouse et la maîtresse. Du jeu à la réalité..
- no 81 - Tome 8 : Le Collier de chien. Les Survivances de l’esclave pendant les années 1933 et 1934

#### Fred: Histoire véridique
- no 46 - Fred : Histoire véridique d’un garçon élevé en fille.
- no 48 - Frédérique. Histoire véridique d’un adolescent changé en fille.
- no 53 - Frida. Histoire véridique d’un jeune homme devenu jeune fille.
- no 56 - Fridoline. Histoire véridique d’un jeune homme devenu actrice.
- no 58 - Lina Frido. Histoire véridique d’un jeune homme devenu chanteuse nue.

#### Les Esclaves montures
- no 47 - Les Esclaves-Montures.
- no 54 - Le club des montures humaines.
- no 96 - Maîtres et montures.

#### La Reine Esclave
- no 57 - Tome 1 : Capture
- no 60 - Tome 2 : Asservissement
- no 67 - Tome 3 : Dans les fers
- no 69 - Tome 4 : Dressage
- no 82 - Tome 5 : L'absolue soumission
- no 92 - Tome 6 : L'anneau nasal

#### La Dressage de la Maid-Esclave
- no 63 - Tome 1 : Corsets et chaussures.
- no 64 - Tome 2 : Harnais, corsets et coiffures.

#### La Reine de Cuir Verni
- no 65 - Tome 1 : Les Trois Grâces du Cuir Verni.
- no 66 - Tome 2 : La Fée du Jais Taillé.
- no 78 - Les Esclaves du Cuir Verni, tome 1 : La Reine du pensionnat.
- no 79 - Les Esclaves du Cuir Verni, tome 2 : De conquête en conquête.

#### Âme d'esclave. Confidences d'une jeune femme
- no 70 - Tome 1 : L'apprentissage de l'esclavage.
- no 71 - Tome 2 : D'un maître à l'autre.

#### Liens, Bandeau, Baillon
- no 73 - Tome 1 : Les Liens Imposés.
- no 74 - Tome 2 : Les Liens acceptés.

#### Miss Boucles[n 12]
- no 76 - Tome 1 : L'Insinuante tentation.
- no 77 - Tome 2 : L'Ensorceleuse et son page.

#### Âmes Sauvages
- no 39 - Âmes Sauvages.
- no 75 - Les Maîtres redoutables.

#### Dompté
- no 84 - Dompté.
- no 88 - Dressé.
- no 89 - Subjugué.

#### L'Amoureux des Chevelures
- no 85 - Tome 1 : Cheveux coupés.
- no 86 - Tome 2 : Cheveux nattés.
- no 87 - Dominatrices capturées.

#### Tailles de guêpes
- no 90 - Tome 1.
- no 91 - Tome 2.

#### Le page efféminé
- no 93 - Tome 1.
- no 94 - Tome 2.
- no 95 - Tome 3.

#### Collection spéciale pour amateurs
- no 19 - vol. 1 : Ganem, esclave d'amour
- no 25 - vol. 2 : L'Amant des Chaussures
- no 32 - vol. 3 : La Chanoinesse, Marchande d'Esclaves
- no 35 - vol. 4 : L'Esclave Gantée
- no 40 - vol. 5 : Bellone, Batteuse de Femmes
- no 45 - vol. 6 : Myriem, favorite
- no 46 - vol. 7 : Fred : Histoire véridique d'un garçon élevé en fille
- no 48 - vol. 8 : Frédérique. Histoire véridique d'un adolescent changé en fille
- no 53 - vol. 9 : Frida. Histoire véridique d'un jeune homme devenu jeune fille
- no 56 - vol. 10 : Fridoline. Histoire véridique d'un jeune homme devenu actrice
- no 57 - vol. 11 : La Reine Esclave, tome 1.
- no 58 - vol. 12 : Lina Frido. Histoire véridique d'un jeune homme devenu chanteuse nue
- no 60 - vol. 13 : La Reine Esclave, tome 2.
- no 67 - vol. 14 : La Reine Esclave, tome 3.
- no 69 - vol. 15 : La Reine Esclave, tome 4.
- no 82 - vol. 16 : La Reine Esclave, tome 5.
- no 83 - vol. 17 : Tu deviendras fille...! Histoire vraie.

### Select-Bibliothèque [2022-]
- no 99 - Don Brennus Aléra fils, Femellisé, 2022, 176 p.  (ISBN 978-2-9582320-0-9)
- no 100 - Don Brennus Aléra fils, La Chienne fatale, 2022, 160 p.  (ISBN 978-2-9582320-1-6)
- no 101 - Léon Despair, Fleurs de mâles, 2023, 176 p.  (ISBN 978-2-9582320-2-3)

### Éditions réimprimées en français
- Bernard Valonnes, Attelages humains [par] Skan adapté d'un manuscrit danois, Paris : D. Leroy, 1981, 186 p. : ill., couv. ill. en coul. ; 18 cm
- Les Ailes de la chimère, Hachette Livre (BNF), 2018  (ISBN 2329044984)  (ISBN 978-2-329-04498-9)
- Les Grandes Sataniques de l'Histoire et de la Légende, Hachette Livre BNF, 2018  (ISBN 2019962012)  (ISBN 978-2-019-96201-2)
- Bernard Valonnes, Les Esclaves-Montures, Paris : Alixe, DL, 2011, 1 vol, 184 p., ill., couv. ill. ; 22 cm
- Don Brenus de Mellum, Science et magie en 1900, arrangements de Jacques Bersez, 119 p. : couv. ill. en coul. ; 21 cm. Villenauxe-la-Grande, Abaca, 2002

#### Éditions réimprimées en français deUne Séduction
- Pierrot, Séduction, 1910, in-8 243 pp., Paris, frères Briffaut
- Pierrot, Séduction, 1910, in-8 243 pp., Paris, frères Briffaut
- Monique à l'école de l'amour (L'amoureux), in-8 155 pp., publiée à la fin des années 1950 par Eric Losfeld.

#### Éditions réimprimées en français deLa Flagellation passionnelle
- Don Brennus Aléra, La Flagellation passionnelle, Paris. H. Pauwels, ca. 1906, p. 279.
- Don Brennus Aléra, La Flagellation passionnelle, Paris, Librairie mondaine, ca. 1907, In-18, 279 p., fig.

### Traductions italiennes
- Dott. Brennus, I piaceri dell'amore : pericoli e mezzi per evitarli, Naples : società Editrice Partenopea, 1900, 130 p. ; 19 cm.
- Brennus, L'isterismo : cause, disordini intellettuali, esaltazione mistica, follia isterica, cura, Napoli Società editrice partenopea, 1900, 69 p. ; 20 cm.
- Brennus Alera, Lo sculcciabuchi, ca. 1970, p. 128, Ediioni Attuilità Amori Proibiti no 1.

### Traductions en anglais
- Don Brennus Aléra, Frédérique : the true story of a youth transformed into a girl, Londres : Delectus, 1998, ix, 163 p. : ill. ; 22 cm.  (ISBN 1897767080)

## Hommage
En 2022, dans le récit autobiographique L'Obsession du Matto-Grosso, l'éditeur et écrivain Christophe Bier signe un hommage doublé d'une enquête sur Paul Guérard et la Select-Bibliothèque. La même année, sous le pseudonyme de Don Brennus Aléra fils, il ressuscite la collection,, en publiant le diptyque Femellisé et La Chienne fatale, suite d'Attelages humains (no 68) et d'Écuries humaines (no 80).